# Stent farmacológico
| Stent farmacológico                                             |
| --------------------------------------------------------------- |
| Stent revestido com fármaco.                                    |
| Informações                                                     |
| Nome completo: stent farmacológico                              |
| Campo da medicina: hemodinâmica                                 |
| Tipo de intervenção: percutânea, minimamente invasiva           |
| Primeira aplicação: final da década de 1990, nos Estados Unidos |
| Aviso médico                                                    |
| Enfatiza-se a leitura de A Wikipédia não dá conselhos médicos   |

Stent farmacológico é um stent que libera lentamente um fármaco, cuja função é não permitir a proliferação celular, evitando a fibrose e coágulos, que podem ocasionar o bloqueio de artérias submetidas ao implante de stents, um processo chamado  reestenose. Assim como os stents convencionais, os farmacológicos também ficam permanentemente implantados nas artérias.
Em 2003, foram realizados estudos em 1 058 pacientes de 53 centros médicos nos Estados Unidos, que eram portadores de lesões complexas nas artérias coronárias. Nos pacientes que receberam o implante de stents farmacológicos revestidos com o fármaco sirolimus, houve uma taxa de reestenose de 8,6 por cento, enquanto que nos pacientes que receberam o implante de stents convencionais, esta taxa aumentou para 21 por cento. A frequência de proliferação celular no interior do stent foi também reduzida no grupo que recebeu o stent farmacológico. As taxas de reestenose e outros eventos clínicos associados ao tratamento, foram reduzidas com o uso do fármaco, em todos os subgrupos avaliados.